# Hawkworld
Hawkworld es una serie de historietas, publicada por la editorial estadounidense DC Comics entre 1989 y 1993. La historia inicial sería publicada como una miniserie de 3 números, pero debido a las altas ventas y el grado de interés generado por la serie limitada, se lanzaría posteriormente una serie mensual regular. Sus protagonistas fueron los tanagarianos Katar Hol y Shayera Thal, que serían reiniciados después en una serie limitada en un formato de prestigio.

## Historia sobre la publicación
La serie limitada original, fue llevada a cabo en 1989, siendo escrita por Timothy Truman. La serie, regular, duraría cuatro años (1990-1993), incluyendo 32 números publicados, más 3 anuales, para un total de 35 números. Timothy Truman contribuyó a la trama durante seis números,  que fueron escritos junto a John Ostrander. Ostrander fue el único escritor acreditado para el resto de la serie. Después de que la serie regular de "Hawkworld" fue cancelada en 1993, una nueva serie llamada "Hawkman" Vol.3 retomó como continuación a la historia relatada en ese cómic, y que continuaría entre 1993 hasta 1996. Ostrander continuaría allí en dicha serie, escribiendo los primeros seis números de la serie que reemplazó a "Hawkworld".

## Trama
La historia sigue acontecimientos relacionados con un joven Katar Hol, siendo un oficial de policía del planeta Thanagar, proveniente de una familia privilegiada. Pero su mundo natal tenía la política de conquistar y mirar a otros mundos con el objetivo de tomar todos sus recursos para su supervivencia para poder mantener su alto nivel de vida, así que Hol se dio cuenta de que esto estaba mal. Se rebeló contra el sistema, y como sentencia, sería enviado al exilio. Sin embargo, 10 años más tarde, huyó y escapó para luego conseguir la ayuda de Shayera Hal, una joven oficial de una clase social más baja, para posteriormente descubrir y lograr vencer al capitán de la policía Thanagariana renegado, Byth. Como resultado, Hol fue reintegrado a la Fuerza Wingmen y se le dio un nuevo compañero, llamado Thal.

## Historias principales
Las historias centrales tratadas por Timothy Truman, se enfocaron de los acontecimientos narrados en la serie limitada, donde las temáticas se relacionaban a la desigualdad social y la lucha de clases. Cuando John Ostrander asumió la serie mensual con sus escritos, continuó desarrollando y expandiendo las ideas originales de Truman. Después de trasladar el escenario de la serie Thanagar a la ciudad de Chicago, Katar y Shayera fueron expuestos como inmigrantes ilegales, por lo que tuvieron que adaptarse al sistema penal y educación de los Estados Unidos para obtener los documentos legales para poder vivir en la Tierra, aun así no estaban familiarizados con el concepto de derechos naturales (Derechos Humanos y Civiles) por lo que encontraron contrastes entre los principios de los fundadores de los Estados Unidos y la dura realidad de la gobernabilidad pragmática, algo desconcertante para los héroes. Sus diferentes maneras de llegar a un acuerdo con estas ideas y la posibilidad de difundirlas a su mundo natal, impulsaron las líneas de la historia de la serie. Katar se inspiró en las posibilidades que encontró en esta nueva forma de pensar, mientras que Shayera los rechazó inicialmente, puesto que los vio poco realistas e inviables. Durante la serie, ambos personajes llegaron a la conclusión de que, al igual que Thanagar, Estados Unidos era también una especie de "Hawkworld", una sociedad depredadora en la que los poderosos oprimían a los débiles; sin embargo, llegó a ver que a la sociedad americana se le podía ofrecer esperanza a largo plazo para contribuir en la lucha de la justicia social a través de su abrazo a los derechos naturales, incluso si estos valores sólo fuesen abrazados a un nivel retórico por la mayoría de la gente común.
Ostrander también participó en otras historias socialmente relevantes dentro de la historieta, incluyendo el problema de la violencia y la intolerancia de base religiosa, las interacciones entre razas y de las clases sociales élites de los Estados Unidos, y de cómo las minorías se dividían entre el dese de integrarse a la sociedad dominada por la mayoría versus el deseo de establecer enclaves segregados autosuficientes para protegerse de la discriminación del resto de la sociedad.

## Continuidad
Junto con sus contemporáneos The Man of Steel, Batman: año uno, Aquaman Special #1, y Green Lantern: Amancer Esperalda, Hawkworld tuvo la intención de revisar la continuidad del Universo DC Post-Crisis de los personajes Hawkman y Hawkwoman, al explorar los orígenes de dichos personajes de su versión de la edad de plata. Sin embargo, los editores de DC Comics decidieron que no era sólo una historia de origen; sino más bien, que estaba ocurriendo en el presente, al mismo tiempo que el resto de las demás publicaciones de DC de aquel momento (similar ocurría con Wonder Woman: Dioses y Mortales, y The Power of Shazam!. Esto significaría pues, que la historia entera de los Halcones Thanagarianos a partir de la edad de plata fuera enteramente omitida, incluyendo como miembros de la Liga de la Justicia (así como su etapa como miembros de la Liga de la Justicia Internacional). Esto comenzó como una serie de retcons continuos con los personajes de Hawkman que terminaría con un nuevo Hawkman que regresaba a las páginas de la Sociedad de la Justicia de América.